# Son Tae-jin
Dans ce nom coréen, le nom de famille, Son, précède le nom personnel.
Pour les articles homonymes, voir Son.
Son Tae-jin, né le 5 mai 1988 à Gyeongsan est un taekwondoïste sud-coréen. Il a obtenu la médaille d'or lors des Jeux olympiques d'été de 2008 dans la catégorie des moins de 68 kg.